# Paul Wenzel
Paul Wenzel (Seemuhl, 27 gennaio 1887 – Düsseldorf, 30 gennaio 1964) è stato un militare e aviatore tedesco, asso dell'aviazione durante la prima guerra mondiale con 10 vittorie.

## Biografia

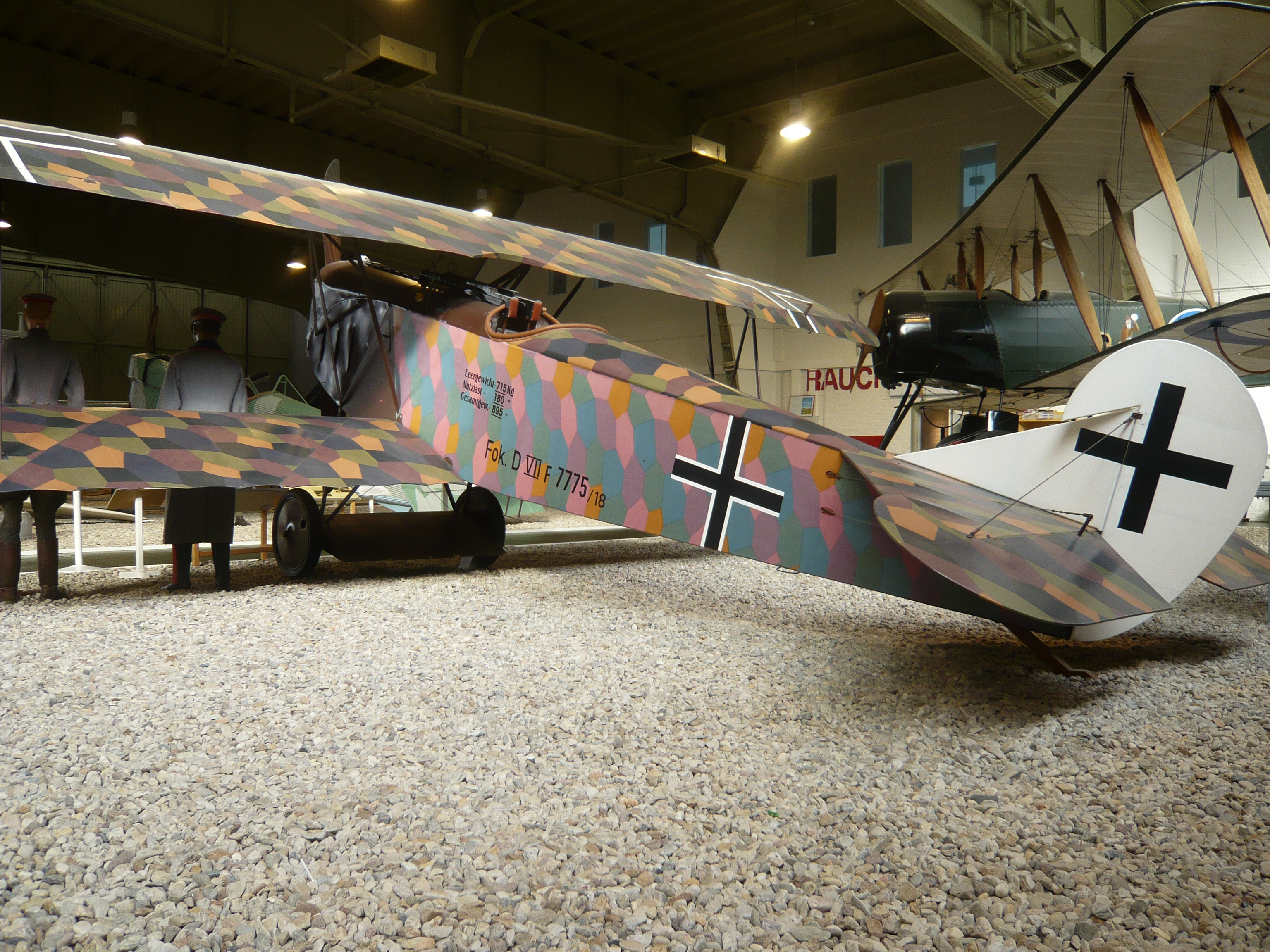
Un caccia Fokker D.VII esposto presso il Luftwaffenmuseum di Berlin-Gatow.

Nacque a Seemuhl  il 24 gennaio 1887. Nel 1914, dopo lo scoppio della prima guerra mondiale, si arruolò volontario nell'Deutsches Heer, combattendo in fanteria fino alla primavera del 1916 quando transitò nella Luftstreitkräfte. Inviato al Fliegerersatz Abteilung Nr. 3 a Döberitz e a Gotha, al termine del periodo di addestramento fu assegnato come pilota di aereo da ricognizione.
Alla fine del 1917, oramai pilota esperto, fu inviato alla Jagdstaffel 41. Nel febbraio 1918 fu trasferito alla Jagdstaffel 6, dove conseguì la sua prima vittoria il 2 aprile 1918, abbattendo un Bristol F2b a nord-est di Bray. Il 10 maggio conseguì una doppietta, abbattendo un caccia Sopwith Camel a sud-ovest di Caix e un De Havilland DH-4 su Chaulnes. Il 15 maggio distrusse un De Havilland DH.9 su Aveluny, il 20 giugno un Breguet Bre 14 a nord di La Ferte Millon, il 15 luglio un pallone da osservazione su Bois de Breuil, il 17 luglio un altro Bre 14 su Igny le Breuil, il 20 luglio un secondo pallone da osservazione a nord-ovest di Longpont, e il 29 luglio un altro Bre 14 su Coeuvres. Colse la decima e ultima vittoria il 9 agosto quando distrusse un DH.9 su Vauvillers volando su un Fokker D.VII. Tra il 19 luglio e l'11 agosto prestò servizio come comandante interinale della Jagdstaffel 6. Rimasto lievemente ferito il 1 agosto, l'11 dello stesso mese rimase ferito in combattimento molto gravemente combattendo contro aerei del No.209 RAF Squadron, e rimase lontano dai combattimento fino alla fine della guerra.
Durante la seconda guerra mondiale prestò servizio nella Luftwaffe come maggiore; volò come aiutante dell'ispettore generale dell'aviazione da caccia del Terzo Reich, il colonnello Werner Mölders. Mentre stavano andando al funerale di Ernst Udet, il suo aereo, uno Heinkel He 111H-6 del Kampfgeschwader 27, si schiantò al suolo a Breslavia. Egli sopravvisse, subendo la frattura di un braccio, di una gamba e una commozione cerebrale, ma Mölders, che era con lui, morì nell'incidente. Fu promosso oberstleutnant con data 1 ottobre 1941. Si spense il 30 gennaio 1964 a Düsseldorf e fu sepolto nel locale cimitero.

### Fonti
1. 1 2 3 4 5 6 7 8 9 10 11  Franks, Bailey, Guest 1993, p. 228.
2. 1 2 3 4 5  The Aerodrome.
3. 1 2 3 4  Franks, Van Wyngarden 2003, p. 32.
4. 1 2 3  Franks, Van Wyngarden 2003, p. 47.